# Campeonato Mundial de Ciclismo en Pista de 1949
El XLVI Campeonato Mundial de Ciclismo en Pista se celebró en Copenhague (Dinamarca) entre el 22 y el 28 de agosto de 1949 bajo la organización de la Unión Ciclista Internacional (UCI) y la Federación Danesa de Ciclismo.
Las competiciones se realizaron en el Velódromo de Ordrup. En total se disputaron 5 pruebas, 3 para ciclistas profesionales y 2 para ciclistas amateur.

## Medallistas

### Profesional
| Evento                 | Oro                         | Plata                      | Bronce                        |
| ---------------------- | --------------------------- | -------------------------- | ----------------------------- |
| Velocidad individual   | Reginald Harris Reino Unido | Jan Derksen · Países Bajos | Arie van Vliet · Países Bajos |
| Persecución individual | Fausto Coppi · Italia       | Lucien Gillen Luxemburgo   | Wim van Est · Países Bajos    |
| Medio fondo            | Elia Frosio · Italia        | Jan Pronk · Países Bajos   | Raoul Lesueur Francia         |

### Amateur
| Evento                 | Oro                        | Plata                        | Bronce                   |
| ---------------------- | -------------------------- | ---------------------------- | ------------------------ |
| Velocidad individual   | Sydney Patterson Australia | Jacques Bellenger Francia    | John Heid Estados Unidos |
| Persecución individual | Knud Andersen Dinamarca    | Cyril Cartwright Reino Unido | Aldo Gandini · Italia    |

## Medallero
| Núm. | País           | Oro | Plata | Bronce | Total |
| ---- | -------------- | --- | ----- | ------ | ----- |
| 1    | Italia         | 2   | 0     | 1      | 3     |
| 2    | Reino Unido    | 1   | 1     | 0      | 2     |
| 3    | Australia      | 1   | 0     | 0      | 1     |
| 3    | Dinamarca      | 1   | 0     | 0      | 1     |
| 5    | Países Bajos   | 0   | 2     | 2      | 4     |
| 6    | Francia        | 0   | 1     | 1      | 2     |
| 7    | Luxemburgo     | 0   | 1     | 0      | 1     |
| 8    | Estados Unidos | 0   | 0     | 1      | 1     |
|      | TOTAL          | 5   | 5     | 5      | 15    |